# Chiesa di San Giovanni Battista (Ferrara, Cona)
La chiesa di San Giovanni Battista è la parrocchiale di Cona, frazione di Ferrara nell'omonima provincia. Appartiene al vicariato di San Giorgio dell'arcidiocesi di Ferrara-Comacchio e la sua costruzione risale al XIV secolo.

## Storia

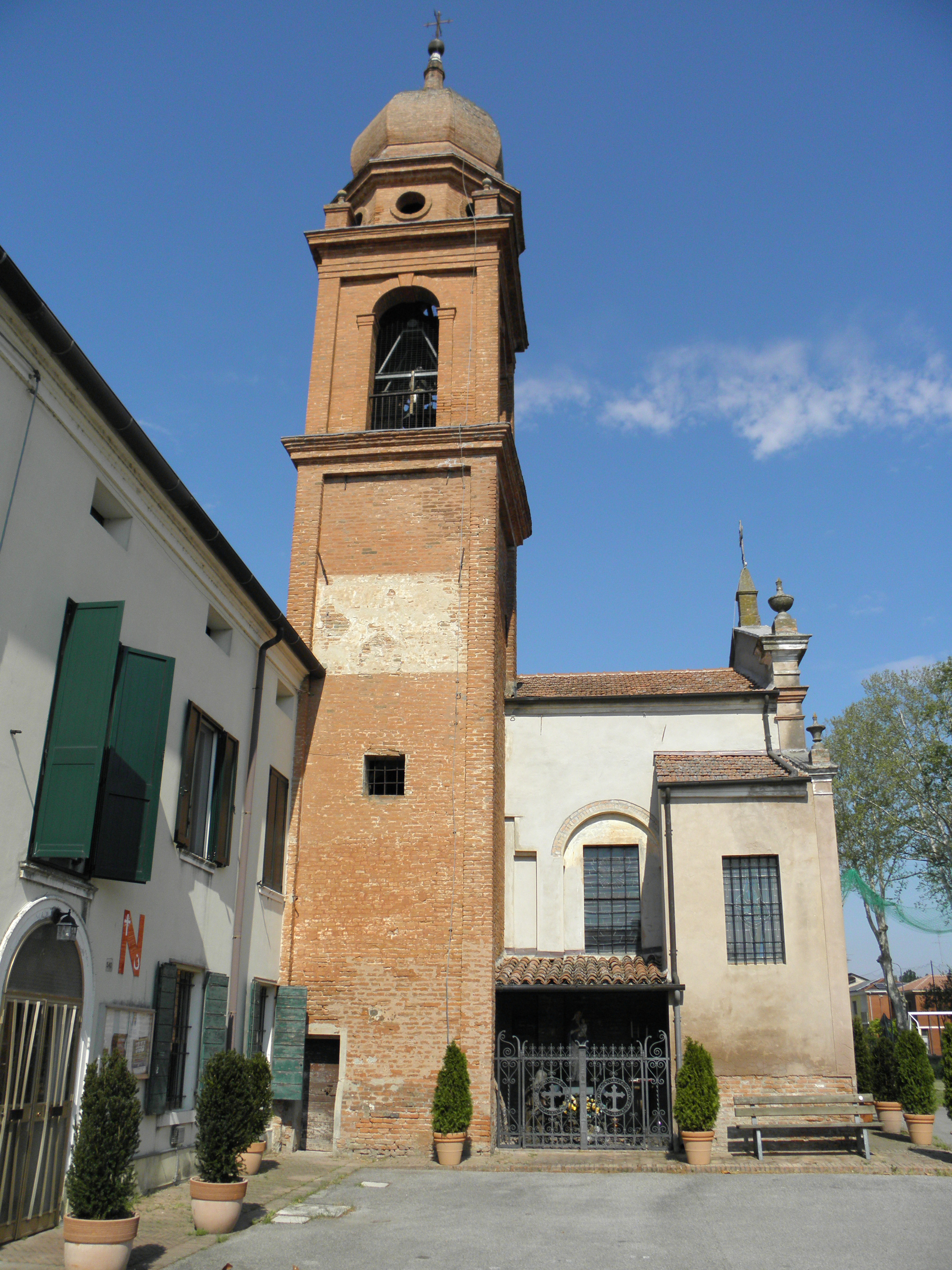
Chiesa di San Giovanni Battista di Cona. Torre campanaria e cappella laterale esterna

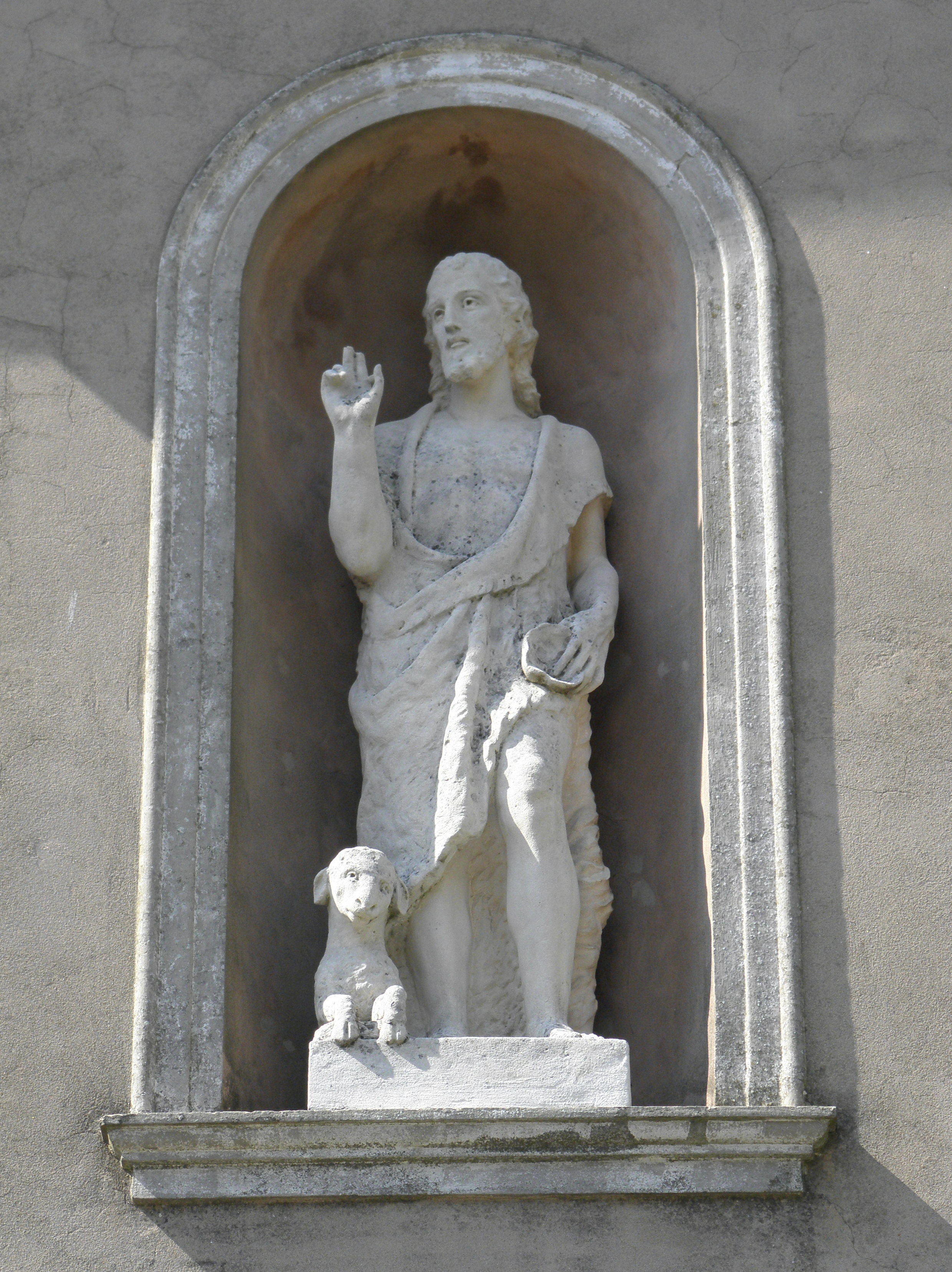
Nicchia sulla facciata con la statua raffigurante il titolare, San Giovanni Battista

La chiesa dedicata a San Giovanni Battista nella frazione di Cona era dipendente dall'antico monastero di San Bartolo ed era officiata dagli stessi monaci benedettini olivetani della basilica di San Giorgio fuori le mura che già erano presenti nella vicina dell'Assunzione della Beata Maria Vergine di Cocomaro di Cona. La sua presenza viene citata a partire dal XIV secolo.
Durante il terremoto di Ferrara del 1570 la chiesa subì danni talmente gravi che fu necessaria la sua demolizione quindi i monaci acquisirono l'oratorio del vicino ospedale di San Senesio, che era utilizzato per i pellegrini e i poveri, e lo intitolarono a San Giovanni Battista.
La nuova chiesa fu riedificata solo con il XVIII secolo, e nell'anno 2000 venne restaurato il tetto.

## Descrizione

### Esterni
La struttura comprende, oltre alla chiesa, la torre campanaria, la canonica e la sagrestia che viene utilizzata come cappella invernale. La facciata a capanna è neoclassica con portale architravato arricchito dal piccolo frontone superiore sovrastato in asse dalla nicchia che conserva la statua raffigurante il titolare ed affiancato, nella parte mediana del prospetto, da due ampie finestre rettangolari che portano luce alla sala. La torre campanaria, chi si alza in posizione arretrata sulla sinistra, ha la cella che si apre con quattro finestre a monofora.

### Interni
La navata interna è unica con copertura è piana ed ampliata dalle due cappelle laterali. Il fonte battesimale si trova vicino all'ingresso sulla sinistra. Attraverso l'arco santo si accede al presbiterio leggermente rialzato e con copertura a botte. Dall'aula si accede alla cappella invernale.